# Ljungskile
Ljungskile is een plaats in de gemeente Uddevalla in het landschap Bohuslän en de provincie Västra Götalands län in Zweden. De plaats heeft 3351 inwoners (2005) en een oppervlakte van 359 hectare.

## Verkeer en vervoer
Bij de plaats lopen de Europese weg 6 en Länsväg 167.
De plaats heeft een station aan de spoorlijn Göteborg - Skee.